# Reikersdorf
Reikersdorf là một thị trấn ở các đô thị của St. Peter am Hart trong tỉnh Áo. Reikersdorf nằm ở huyện Braunau am Inn. Các thị trấn lân cận là Oberreikersdorf, Burgstall và Nöfing.
| Nước            | Áo, Upper Austria          |
| Dân số          | 270                        |
| Mặt             | không có thông tin         |
| Mã bưu chính    | 4963 (Sankt Peter am Hart) |
| Biển đăng ký xe | BR                         |
| Chiều cao       | 372 m                      |
| Trạng thái      | Nơi                        |
| Chiều rộng      | 48º15'N (48.2633º)         |
| Chiều dài       | 13º4'E (13.079º)           |

## Khoảng cách từ Reikersdorf
- thành phố kế tiếp (Braunau am Inn): 4,4 kilômét